# Marius Lucian Obreja
Marius Lucian Obreja (n. 16 august 1960

) este un senator român, ales în 2012. 